# Egno von Eppan

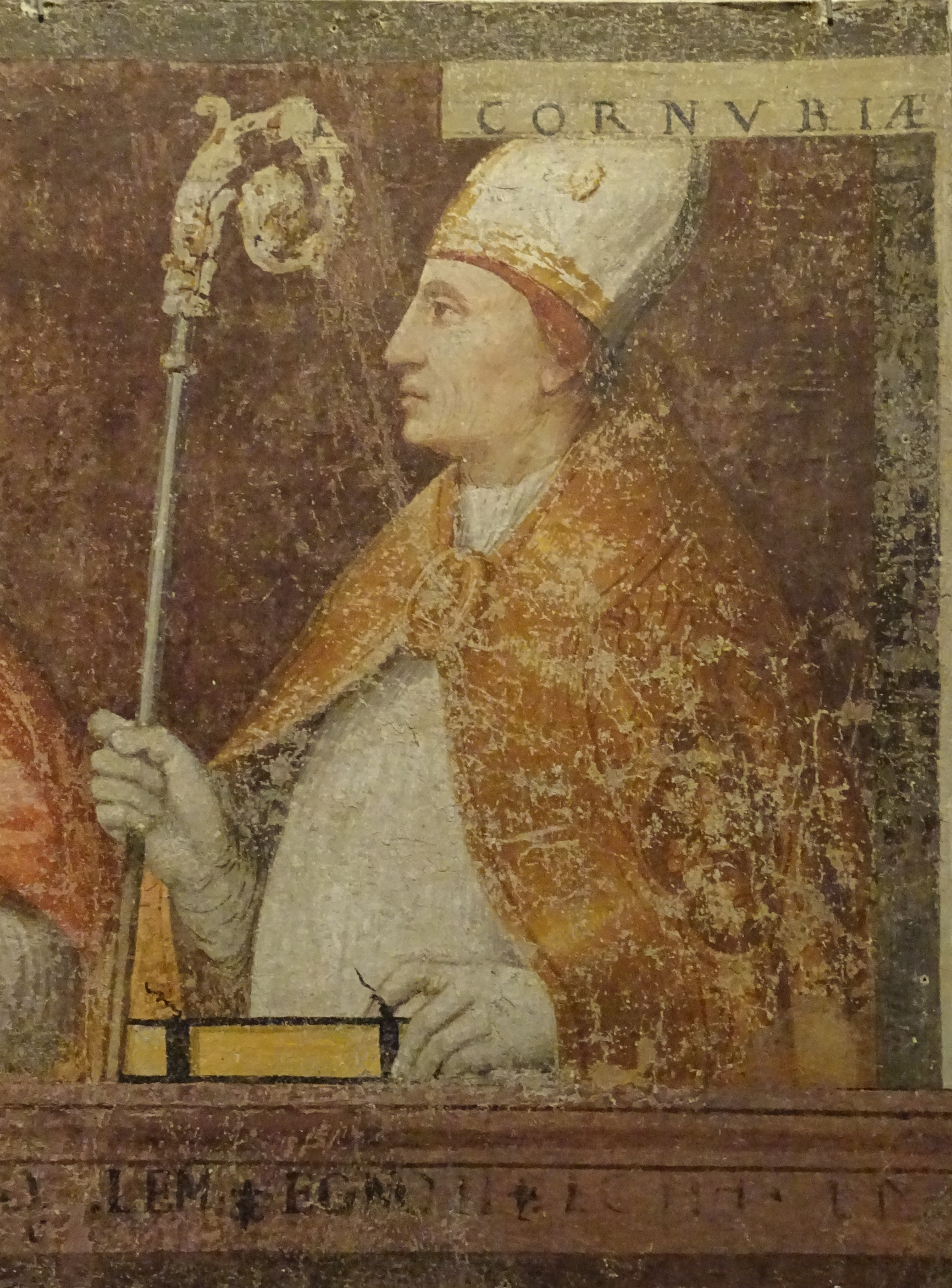
Egno von Eppan in einem Fresko von Marcello Fogolino im Castello del Buonconsiglio, Trient

Egno von Eppan (* im 12. oder 13. Jahrhundert; † Juni 1273 in Padua) war Fürstbischof von Brixen und Trient.
Er stammte aus dem Adelsgeschlecht der Grafen von Eppan auf Burg Hocheppan. 1233 war er Kanonikus in Trient. 1239 war er bei Kaiser Friedrich II. in Padua. Am 20. Mai 1240 wurde Egno wohl auf dessen Betreiben durch König Konrad IV. zum Fürstbischof von Brixen ernannt, in der Urkunde erhielt er den Titel Herzog. Weil Egno sich im Streit zwischen Friedrich II. und Papst Gregor IX. auf die Seite des Kaisers stellte, wurde er 1240 exkommuniziert.
Im Herbst desselben Jahres kam es zum Krieg mit den Grafen von Tirol, der im folgenden Jahr durch Friedensvertrag beendet wurde. Egno musste all seine Lehen an den Grafen Albert III. von Tirol und dessen Schwiegersohn Otto von Andechs-Meranien abtreten. Nach der Versöhnung mit Meinhard III. von Görz erhielt er zumindest die Burg Veldes zurück.
Unter dem folgenden Papst Innozenz IV. änderte Egno seine Taktik und wurde dem Papst ergeben. Dieser setzte ihn daraufhin 1247 als Administrator und 1250 als Fürstbischof von Trient ein. Seine Regierungszeit war von ständigen Auseinandersetzungen mit den Meinhardinern und Ezzelino III. da Romano geprägt.
Auf einer Reise nach Rom starb Egno im Juni 1273 in Padua, nachdem er am 25. Mai in der Stadt am Bacchiglione noch sein Testament gemacht hatte.